# Jurij Sisikin
Jurij Fiodorowicz Sisikin (ros. Юрий Фёдорович Сисикин, ur. 15 maja 1937 w Saratowie) – radziecki florecista, wielokrotny medalista igrzysk olimpijskich i mistrzostw świata.
Na igrzyskach olimpijskich w Rzymie w 1960 roku w turnieju indywidualnym wywalczył srebrny medal. W rundzie finałowej wygrał cztery z siedmiu walk, przegrywając tylko z rodakiem, Wiktorem Żdanowiczem. Parę dni później wspólnie z Wiktorem Żdanowiczem, Markiem Midlerem, Giermanem Swiesznikowem i Jurijem Rudowem zdobył drużynowo złoty medal. Na rozgrywanych cztery lata później igrzyskach olimpijskich w Tokio reprezentacja ZSRR w składzie: Wiktor Żdanowicz, Jurij Sisikin, Mark Midler, Gierman Swiesznikow i Jurij Szarow zdobyła złoty medal. Indywidualnie nie startował. Brał też udział w igrzyskach olimpijskich w Meksyku w 1968 roku, razem z Wiktorem Putiatinem, Wasylem Stankowyczem, Jurijem Szarowem i Giermanem Swiesznikowem zajmując drużynowo drugie miejsce.
Podczas mistrzostw świata w Budapeszcie w 1959 roku Midler, Rudow, Sisikin, Swiesznikow i Żdanowicz wywalczyli złoty medal w zawodach drużynowych. W konkurencji tej zdobywał też złote medale na mistrzostwach świata w Turynie (1961), mistrzostwach świata w Buenos Aires (1962), mistrzostwach świata w Paryżu (1965) i mistrzostwach świata w Moskwie (1966).
Po zakończeniu kariery był międzynarodowym sędzią. Odznaczony między innymi Orderem „Znak Honoru” (1960).